# Resonance apart
『Resonance apart』（レゾナンス アパート）はエレクトロ・ファンクバンド『Tony Potter and the Friends』のフォース・ミニアルバム（ライブ・アルバム）。2010年4月21日発売。（MORR-39723）

## 収録曲
1. Resonance apart 16分17秒
  - 作曲編曲：Tony Potter and the Friends